# Prescott (Arkansas)
Prescott és una població dels Estats Units a l'estat d'Arkansas. Segons el cens del 2000 tenia 3.686 habitants.

## Demografia
Segons el cens del 2000, Prescott tenia 3.686 habitants, 1.421 habitatges, i 912 famílies. La densitat de població era de 218,3 habitants/km².
Dels 1.421 habitatges en un 32,1% hi vivien nens de menys de 18 anys, en un 41,6% hi vivien parelles casades, en un 19,5% dones solteres, i en un 35,8% no eren unitats familiars. En el 33,6% dels habitatges hi vivien persones soles el 18,4% de les quals corresponia a persones de 65 anys o més que vivien soles. El nombre mitjà de persones vivint en cada habitatge era de 2,39 i el nombre mitjà de persones que vivien en cada família era de 3,05.
Per edats la població es repartia de la següent manera: un 25,7% tenia menys de 18 anys, un 8,5% entre 18 i 24, un 26,7% entre 25 i 44, un 20,3% de 45 a 60 i un 18,7% 65 anys o més.
L'edat mediana era de 37 anys. Per cada 100 dones de 18 o més anys hi havia 79,5 homes.
La renda mediana per habitatge era de 21.612 $ i la renda mediana per família de 28.665 $. Els homes tenien una renda mediana de 27.384 $ mentre que les dones 17.289 $. La renda per capita de la població era d'11.515 $. Entorn del 27,5% de les famílies i el 32,5% de la població estaven per davall del llindar de pobresa.

## Poblacions més properes
El següent diagrama mostra les poblacions més properes.